# Lemmecourt
Lemmecourt is een gemeente in het Franse departement Vosges (regio Grand Est) en telt 28 inwoners (2009). De plaats maakt deel uit van het arrondissement Neufchâteau.

## Geografie
De oppervlakte van Lemmecourt bedraagt 1,8 km², de bevolkingsdichtheid is dus 15,6 inwoners per km².
De onderstaande kaart toont de ligging van Lemmecourt met de belangrijkste infrastructuur en aangrenzende gemeenten.

## Demografie
Onderstaande figuur toont het verloop van het inwonertal (bron: INSEE-tellingen).